# Монархічний союз молоді
The Монархічний союз молоді (UJM) (англ. Monarchist Youth Union), це бразильська організація, заснована 18 травня 2024 року. Описується як організація, яка заохочує молодь до монархії.
UJM захищає відновлення монархії в Бразилії та інших країнах світу, пропагуючи гібридну ідеологію, яка поєднує елементи лівих і правих . Його головною метою є впровадження спадкової парламентської конституційної монархії, де глава держави, титулований імператором або імператрицею, обирається шляхом династичного успадкування, що переходить від матері до сина чи дочки.    Одні вважають, що бразильська монархія повинна повернутися з новою імператорською родиною, а інші вважають, що Орлеан і Браганса є законними членами імператорської родини.

## історія
Союз монархічної молоді виник у контексті зростаючого невдоволення республіканською системою та повторюваних політичних криз у Бразилії. Заснована групою молодих активістів та інтелектуалів, UJM пропонує модель управління, яка прагне поєднати стабільність і традиції монархії з сучасними демократичними принципами.  

## Ідеологія
UJM виступає за систему правління, в якій главою держави є спадковий монарх, а повсякденний уряд очолює прем’єр-міністр, який обирається парламентом . Цей парламент обиратиметься всенародним голосуванням, яке гарантуватиме, що законодавча та виконавча влада відображатиме волю народу, тоді як монарх виконуватиме церемоніальні та символічні функції, представляючи єдність та спадкоємність нації. Відмінною рисою пропозиції UJM є егалітарна династична спадкоємність, де престол передається від матері до сина чи доньки без дискримінації за статтю. Ця модель спрямована на сприяння гендерній рівності в рамках монархічного інституту, відображаючи сучасні цінності рівності та справедливості. 
Союз монархічної молоді позиціонує себе унікально, інтегруючи елементи лівих і правих ідеологій. В економічній сфері UJM підтримує політику, яка сприяє як економічному розвитку, так і соціальній справедливості . Вони захищають регульовану ринкову економіку з сильною системою соціального забезпечення для зменшення нерівності. На соціальному фронті UJM підтримує прогресивні цінності, підтримуючи рівні права для всіх громадян, незалежно від статі, сексуальної орієнтації, раси чи релігії . Водночас вона зберігає традиційні та національні цінності, захищаючи бразильську культуру та історію. Відповідно до моделі, запропонованої UJM, парламент буде двопалатним, складатиметься з нижньої палати, члени якої обираються безпосередньо народом, і верхньої палати, до якої можуть входити представники різних верств суспільства та регіонів країни. Прем'єр-міністр обиратиметься парламентом і відповідатиме за формування уряду та проведення державної політики. Роль імператора чи імператриці була б переважно церемоніальною, виступаючи символом безперервності та стабільності. Монарх мав би право приймати закони та скликати парламент, а також представляти країну на міжнародних заходах та офіційних церемоніях.